# Miloslav Kufa
Miloslav Kufa (* 16. März 1971 in Brünn, Tschechoslowakei) ist ein ehemaliger tschechoslowakischer, später tschechischer Fußballspieler. Der Mittelfeldspieler kam in der ersten tschechoslowakischen und später in der tschechischen Liga auf übergreifend 112 Einsätze, in denen er elf Tore schoss. Des Weiteren spielte er im Jahr 2000 kurzzeitig als Legionär in Finnland.

## Karriere
Kufa begann mit dem Fußballspielen bei Zetor Brno und spielte anschließend bei FC Zbrojovka Brno. In der ersten Liga debütierte er in der Saison 1989/90, als er seinen Wehrdienst bei Dukla Prag absolvierte. Anschließend spielte er vier Jahre für den FC Boby Brünn. Von 1994 bis 1996 stand Kufa bei Slovácká Slavia Uherské Hradiště unter Vertrag, ehe er zu FC Petra Drnovice in die 1. Liga wechselte, wo er regelmäßig zum Einsatz kam. In der Rückrunde der Spielzeit 1998/99 wurde Kufa an den damaligen Zweitligisten Synot Staré Město ausgeliehen und kehrte anschließend nach Drnovice  zurück.
Die folgende Saison gehörte zu den besten seiner Karriere und brachte ihm im Mai 2000 den Wechsel zum finnischen FC Jokerit, der von 1999 bis 2003 als Ableger des gleichnamigen Eishockeyvereins existierte. Kufa bestritt in der Veikkausliiga 21 Spiele. Trotz guter Leistungen trennte sich der Verein nach der Saison 2000 vom Legionär, da anstelle des angestrebten Meistertitels nur Platz zwei zu Buche stand. Kufa kehrte nach Tschechien zurück und schloss sich Chmel Blšany an, für den er im Frühjahr 2001 die ersten vier Rückrundenspiele bestritt, anschließend aber nicht mehr zum Einsatz kam. Im Sommer 2001 wechselte der Mittelfeldakteur zum damaligen Zweitligisten Vysočina Jihlava, wo er einen Einjahresvertrag unterschrieb. Er absolvierte alle 15 Hinrundenspiele und schoss zwei Tore, dennoch trennte sich der Verein von ihm in der Winterpause. Später spielte Kufa unter anderem für Slavoj TKZ Polná und den FK Blansko im Amateurbereich.